# Первісність
Первісність, первісне суспільство — перша стадія розвитку людства, що визначається колективною формою володіння основними засобами виробництва й відносно рівною часткою суспільного продукту, яку отримують повноправні члени його кровноспоріднених колективів, суспільними формами, в основі яких лежать сімейно-родові відносини, та світоглядом, базованим на ритуалі і магії, міфології та інших ранніх формах релігії. П. охоплює період історії від виникнення людини сучасного типу (тобто людини як такої — Homo sapiens) до переходу до цивілізації як ступеня всесвітньо-історичного розвитку людства. На відміну від цивілізації первісному суспільству не притаманні станово-класовий поділ, державність та міста, і воно володіє таким обсягом інформаційно-культурного потенціалу, який у вигляді традиції передається від покоління до покоління.

## Стадії первісності
П. поділяється на два основні періоди: ранньопервісний — стадію привласнюючого суспільства — та пізньопервісний — стадію відтворюючого суспільства. Така періодизація відображає загальну спрямованість всесвітньої історії, але абстрагується від істотних явищ саме первісної доби.

По-перше, сам перехід від привласнюючих до відтворюючих форм господарювання тривав багато століть, а подекуди розтягувався на кілька тисячоліть, коли ранні форми землеробства і скотарства вже були в наявності, але відігравали другорядну роль в економічному житті й не виконували системоутворюючих функцій. Такими були численні неолітичні культурири помірної смуги Півн. Америки та Євразії, зокрема — Півд.-Східної Європи 6 тис. до н. е.: Старчево, Кріш, Кереш, буго-дністровська культура та ін.

По-друге, упродовж тисячоліть поруч і в контакті із землеробсько-скотарськими суспільствами і навіть сталими цивілізаціями існували етноси високорозвинутих спеціалізованих рибалок та мисливців на морського звіра (моржів, китів, дюгонів тощо), які, попри цілком іншу господарську спеціалізацію, також вели осілий спосіб життя й отримували надлишковий (а інколи, за умов регулярної масштабної торгівлі з розвинутішими сусідами, навіть додатковий) продукт, відзначалися високими приростом і густотою населення, мали подібні до ранньоземлеробсько-скотарських суспільств соціальні інститути (генеалогічний рід, родову та/чи гетерогенну общину, статево-вікову стратифікацію, ради родових старійшин тощо) й релігійно-культові форми життя (зародкові форми пантеонів, культ предків, шаманізм, нагуалізм тощо), перебували на тому ж техніко-технологічному рівні розвитку. Це дає підстави виділяти окрему стадію середньої первісності, у межах якої ранньоземлеробсько-скотарські та високоспеціалізовані рибальсько-мисливські суспільства мають розглядатися як основні стадійно-історичні флуктуації. При такому підході історія П. поділяється на ранній, середній та пізній етапи, які приблизно співвідносяться з археологічними періодами:
- по-перше, палеоліту і мезоліту;
- по-друге, протонеоліту й неоліту;
- по-третє, доби палеометалів, бронзової та залізної доби.

На таких засадах періодизація первісної історії була докладно розроблена В.Генінгом.

## Найдавніший період людської історії
Оскільки найдавніші антропологічні рештки людини сучасного типу, зафіксовані в найвіддаленіших одна від одної точках Азії, Африки та Європи, мають вік прибл. 40 тис. років і демонструють уже цілком сформовані расові відмінності, маємо припускати, що вид Homo sapiens утворився принаймні за 150—200 або навіть більше тисяч років до того. Про це свідчать і численні дані ін. наук, зокрема генетики й археології. Таким чином, можемо говорити про наявність певного найдавнішого періоду людської історії, майже не документованого антропологічно й археологічно. Він припадає на час найбільшого поширення неандертальців, коли ще мізерне за кількістю людство поступово поширювалося просторами Старого Світу з ареалу свого виникнення, котрий, як прийнято вважати, містився десь на сході Африки.

## Перша стадія
Рання П., або перша стадія розвитку первісного сусп-ва, характеризується пануванням привласнюючого мисливсько-збиральницького госп-ва. Люди були здатні забезпечити себе необхідним і, періодично, надлишковим харчовим продуктом. Ставлення до природного середовища здебільшого мало хижацький характер, оскільки усвідомлення того, що ресурси довкілля можуть бути вичерпані, ще не існувало. Це вело до скорочення поголів'я промислових тварин, що (у поєднанні із кліматичними зрушеннями на межі плейстоцену та голоцену) зумовило зникнення багатьох із них. Мисливсько-збиральницька орієнтація госп-ва передбачала досить мобільний спосіб життя, за умов якого невеличкі колективи відповідно до пори року та наявності в тих чи ін. місцевостях харчової бази періодично змінювали місця свого проживання. Зв'язки між людьми ґрунтувалися переважно на родинно горизонтальні. Гол. роль відігравали відносини між родичами одного покоління (здебільшого рідними та двоюрідними братами й сестрами) і їхніми шлюбними партнерами, їхніми батьками та дітьми; уявлення про рід генеалогічний ще не існувало. Причетність людей до певних духовних традицій забезпечувалася й усвідомлювалася приналежністю їх до певних тотемічних груп, які вносили культурно-інформаційну дискретність у досить аморфне поле споріднених груп певного регіону. Елементарною соціально-вироб. групою була кровно-споріднена община, яка об'єднувала шлюбних партнерів з різних тотемічних груп.
Між найближчими за проживанням, походженням, діалектами, звичаями, віруваннями, формами господарювання тощо ранньопервісними общинами традиційно існували шлюбні та культурно-інформаційно-культові зв'язки, відносини обміну, взаємодопомоги тощо. Завдяки цьому в межах окремих компактних регіонів мешкали відносно сталі асоціації кровноспоріднених общин, представники яких належали до кількох тотемічних груп. Таким асоціаціям були притаманні спільний діалект, певні риси к-ри, специфічні релігійно-міфологічні уявлення, пов'язані з відповідною обрядово-культовою практикою. Складалися вони переважно з 5–10 найближчих общин, серед членів яких інколи простежуються ознаки спільної самосвідомості. Це, разом з ін. обставинами, дає підстави розглядати їх в етнічній площині. Називати такі спільноти племенами немає підстав, тому що власне племінних інститутів вони не мали і суспільно-владно-організаційних функцій не виконували. В.Генінг називав їх «етнічними групами, що формуються», Я.Чеснов — «передетнічними спільностями», а В.Шнірельман — «протоетносами». Останній термін нині найпоширеніший. Межі таких протоетносів здебільшого (якщо вони не визначаються чіткими геогр. кордонами — гірський хребет, море тощо) досить аморфні. Общини, що проживають на їхніх периферіях, можуть активно спілкуватися із представниками сусідніх прото-етносів, чому сприяє й мобільний спосіб життя. Унаслідок цього в межах великих географічно компактних й екологічно однорідних регіонів (як, скажімо, Австралія) певна множина кровноспоріднених общин, згуртованих у взаємопов'язані протоетноси, складає первісну етномовну безперервність, у межах якої простежується виразна господарсько-культурно-діалектна спорідненість груп людей, причетних до спільного інформаційного поля. В її межах окреслювалися контури майбутніх груп споріднених мовних сімей (індоєвропейської, семітської та ін.).
Залежно від конкретних умов і форм життєдіяльності окремих ранньопервісних колективів на різних територіях у різні часи переважали різні види мисливства й збиральництва, статевовікового розподілу праці, шлюбних, внутрішньообщинних і міжобщинних зв'язків, форм обрядової практики та міфологічних уявлень, а відтак — і різні типи людей із характерними для них рисами. Тому маємо виділяти не тільки окремі етапи, а й певні варіанти (шляхи) істор. руху первісного сусп-ва, пов'язані з окремими природно-кліматичними зонами. Серед них найпоширенішими були сусп-ва: тропічних збирачів, загінних мисливців відкритих просторів та мисливців і збирачів переважно закритих ландшафтів.
На території України мешкали спільноти ранньопервісних верхньопалеолітичних колективних мисливців відкритих ландшафтів, передусім прильодовикової зони Євразії. Вони не могли обійтися без списа з кам'яним наконечником, теплого одягу, взуття, без уміння будувати тепле житло типу чуму тощо. За умов мисливського способу життя (збиральництво в холодному кліматі ніколи не відігравало істотної ролі) при полюванні на великих стадних ссавців (мамонт, бізон, кінь, північний олень) необхідна була чітка організація праці, що мало сприяти посиленню позицій лідера. Порівняно із тропічними збирачами общини колективних мисливців мали бути значно згуртованішими. Їхні ядра складали групи пов'язаних кровною родинністю чоловіків-мисливців, котрі діяли спільно під кер-вом лідера. Спільна праця зумовлювала й спільну власність на здобич (чого не могло бути у тропічних збирачів), яку потім, знов-таки переважно спільно, переробляли їхні жінки, що походили із сусідніх общин. Це перешкоджало формуванню нуклеарної сім'ї як первинної клітинки сусп-ва, оскільки чим міцніша община, тим слабше подружжя. За умов колективного полювання кровноспоріднена община, її ядро чоловіків-родичів мали домінувати над шлюбною парою. Але порівняно з подружжями тропічних збирачів остання була міцнішою, бо на побутовому рівні існував розвинутий статевий розподіл праці. За суворих умов життя у прильодовикових тундростепах взаємопідтримка розпорошених по величезних просторах общин була життєво необхідною. Тому общини були зацікавлені мати своїх представників серед сусідів. Це досягалося тим, що дівчат видавали заміж у сусідні общини, звідки, за принципом реципрокації (еквівалентного обміну), брали жінок. Така практика вела до утвердження екзогамії — заборони на шлюбні, а потім і взагалі статеві зв'язки між кровними родичами. Утвердження принципу екзогамії сприяло зміцненню та структуруванню міжобщинних зв'язків у межах окремих компактних регіонів і становленню протоетносів, які утворювали етномовні безперервності. В останніх циркулювала й накопичувалася культ. інформація.
Порівняно із сусп-вами, про які вже йшлося, значно ширші можливості мали мисливсько-збиральницькі групи пізньоплейстоценових закритих узбережно-лісово-передгірських ландшафтів помірно-субтропічної смуги, яка в той час охоплювала Середземномор'я й анклавно продовжувалася на сх. Мешканці цих територій добували їжу переважно індивідуально: чоловіки сам-один чи удвох-утрьох — полюванням на не дуже великих лісово-гірських тварин (олень, косуля, муфлон, кабан), а жінки в такій самій кількості — збиральництвом (дикі плоди, горіхи, молюски тощо). Однак з огляду на негарантованість удачі кожного продукти полювання в общині розподілялися серед чоловіків-родичів приблизно порівну, незалежно від того, хто скільки приніс, тоді як серед жінок (які не були між собою кровними родичами) така практика не була обов'язковою. За такої системи добробут общини залежав передусім від якості промислових знарядь та особистого досвіду й хисту кожної людини. Пануючі реципрокативні відносини, за яких кожний вносив до «комори» громад. споживання якомога більше заради того, щоб отримати звідти також більше, але вже у вигляді вшанування та свідчень власного престижу, стимулювали особисті пошуки засобів удосконалення трудової діяльності. Повсякденні потреби разом із сусп. заохоченням до підвищення продуктивності праці забезпечували відносно швидкі темпи тех. прогресу, і вже наприкінці плейстоцену такі сусп-ва, принаймні в Пд. Європі, володіли луком та стрілами.
Підвищення ефективності індивідуального полювання й спеціалізованого збиральництва поглиблювало розподіл праці між чоловіком і жінкою саме як конкретними індивідами, у межах парної сім'ї, а не як представниками різностатевих вироб. груп общини. Виникає ґрунт для особистої конкуренції голів окремих сімей, які спираються в боротьбі за лідерство щодо жінок, дітей і найближчих родичів. Це ж вело до індивідуалізації міжособистісних стосунків і проявлення в максимально можливих для ранньопервісної доби формах особистих якостей людей, а відтак сприяло появі якісно нового типу людини, котрий відіграв вирішальну роль у майбутньому.
Планетарна катастрофа, викликана швидким таненням льодовиків, зміною кліматичних поясів та затопленням примор. низин, майже повсюдно екваторіальних лісів і призвела до деструкції традиційних систем життєзабезпечення. Повсюдно був принципово порушений стан відносної рівноваги між соціумами та довкіллям. Нащадки колективних мисливців прильодовикової зони відходили до високих широт за стадами північних оленів. Водночас, за умов поширення лісів північніше Альп і Карпат, туди просувалися мисливсько-збиральницькі групи Пд. Європи. Володіючи луком і стрілами та будучи добре пристосованими до життя в багатій на водоймища лісовій зоні Європи, невеличкі, у складі кількох сімей, кровноспоріднені общини створювали групи пов'язаних між собою різноманітними відносинами прото-етносів. Постійно живучи поблизу води, вони починали приділяти більшу увагу харчовим ресурсам річок і озер, зокрема рибі, якою не нехтували й мисливці фінального палеоліту. Досконалі рибальські знаряддя та стаціонарні поселення спеціалізованих рибалок виникають в Європі (на дніпрових порогах, у районі Залізних Воріт на Дунаї, уздовж узбереж Північного й Балтійського морів) із 8–7 тис. до н. е. Мезолітично-ранньо-неолітичні протоетноси вирізнялися малою густотою населення та його повільним приростом. Ці сусп-ва органічно вписувалися в ландшафт, стаючи вищою ланкою відповідних біоценозів. Але таке екстенсивне ставлення до довкілля, зорієнтоване на підтримання рівноваги між кількістю людей і природною харчовою базою, блокувало можливості подальшої еволюції. Тому відповідні соціуми незабаром опиняються у стані стагнації. Кардинальні зрушення соціокульт. характеру в цій смузі були пов'язані з поширенням нових госп. форм із Бл. Сходу.
При посиленні аридизації Півн. Африки та Передньої Азії місц. населення також було змушене переорієнтовуватися на використання ресурсів водоймищ, що швидко привело до спеціалізованого рибальства, та приділяти більшу увагу збиральництву, що, за наявності придатних для доместикації рослин, зокрема злакових, вело до неолітичної революції як основи подальшого цивілізаційного процесу. Якщо сусп-ва привласнюючої економіки живуть за рахунок природи, то зорієнтовані на відтворююче госп-во вступають у співробітництво з нею. У зонах з обмеженими харчовими ресурсами водоймищ, за умов збільшення демографічного пресингу й виснаження довкілля, люди (при наявності сприятливих обставин) відносно швидко переходять від рибальсько-мисливсько-збираль-ницької діяльності до ранньоземлеробсько-тваринницької, тоді як у багатих на такі ресурси районах розвиток тривалий час здійснюється на ґрунті спеціалізованого рибальства та мор. полювання. Протягом певного періоду обидві лінії еволюції забезпечують приблизно рівні можливості для підвищення демографічного потенціалу, розвитку ефективніших форм сусп. самоорганізації та накопичення й обігу культ. інформації. В обох випадках бачимо великі стаціонарні поселення, розвинуті родові відносини й культи, статево-вікову стратифікацію з першими елементами домінування в межах общин окремих шанованих родин. Етнографічно це ілюструють матеріали Нової Гвінеї та Меланезії, ін. регіонів. Проте шлях до цивілізації проходив саме через утвердження землеробства та скотарства. У той час, коли населення центрів випереджаючого розвитку на основі землеробсько-тваринницького комплексу інтенсифікувало свій розвиток, на їхній периферії темпи еволюції були значно повільнішими. Тому надлишкова людська маса з таких центрів розселялася на тих навколишніх територіях, де природні умови були сприятливими для ведення звичних форм відтворюючого госп-ва. Демографічний потенціал у землеробів-скотарів майже завжди був значно більшим, ніж у їхніх сусідів, а господарсько-культ. тип — вищим і сусп. організація — досконалішою. Тому при взаємодії із сусідами вони, як правило, або витискували їх, або асимілювали.

## Середній період
Якщо дивитися на історію П. з позицій теорії цивілізаційного процесу, то її середній період — доба родового ладу — може бути схарактеризований як перехідна стадія, на якій співіснують два принципово різні за своїми потенціями типи сусп-в — рибалок і мисливців (на яких вичерпуються продуктивні можливості ліній привласнюючого госп-ва) та ранніх землеробів і скотарів, з яких починається розвиток сусп-в відтворюючого госп-ва в напрямі до цивілізації. Кінець цієї стадії відповідав, з одного боку, кризі спеціалізовано-рибальських сусп-в та їх переорієнтації (якщо давали можливість умови) на землеробство й скотарство, а з другого — утворенню широкого спектра ліній подальшої еволюції сусп-в відтворюючого госп-ва, притаманних уже пізньопервісній (передцивілізаційній), племенній стадії. Осн. напрямами ранньоземлеробсько-тваринницького госп-ва були: 1) тропічне, зорієнтоване на коренебульбоплідне землеробство; 2) пов'язане із зерновими культурами хліборобство; 3) рухоме скотарство з його переростанням у кочівництво (номадизм). Здебільшого їх общини були об'єднані у племена й мали надродові органи влади та управління.
Відсутність у вологих місцевостях тропічно-екваторіального поясу чітко виражених пір року, а відтак — і сезонного характеру землеробської праці, не стимулювала накопичення харчових запасів. Кожна сім'я, маючи свій город, протягом року брала з нього їстівні бульби та корені відповідно до своїх потреб. Вони були мало придатні для зберігання і транспортування, що перешкоджало їх концентрації та обміну. Досягнувши самозабезпеченості й не маючи стимулів і можливостей для підвищення продуктивності праці, вир-ва надлишків харчів, їх концентрації, зберігання та обміну, такі сусп-ва часом опинялися у стані стагнації, не долаючи навіть, як папуаси, рівня родового ладу. В ін. випадках вони, як полінезійці, виходили на передцивілізаційний рівень. Проте магістральний шлях пізньопервісного людства до цивілізації пролягав через розвиток зернового землеробства (пшениця, ячмінь, просо, рис, маїс та ін.), пов'язаного (за винятком Мезоамерики) із тваринництвом. Зерно й худобу зручно було накопичувати, відчужувати й обмінювати. Тому ранні цивілізації виникають саме на базі зернового землеробства, поєднаного з городництвом, садівництвом, скотарством та рибальством, і чифдомів-вождівств, аристократична верхівка яких реалізує сусп. право влади-власності на колективні ресурси через використання редистрибутивної системи. Там, де необхідною була іригація, розвивалися колективні форми хліборобства, тоді як там, де атмосферних опадів було достатньо, створювалися умови для утвердження парцелярно-сімейних форм вир-ва. Початок розходження цих господарчо-культ. ліній розвитку простежуємо ще з глибин близькосх. неоліту. Наявність поселень площею до 10 га свідчить про досить високий рівень соціокульт. самоорганізації відповідних общин, в яких існувала диференціація сфер діяльності.
Із 7 тис. до н. е. на Бл. Сході вже існувало зрошувальне землеробство, проте там, де атмосферні опади були достатніми, потреба в іригації не відчувалася. Периферійні та слабкіші групи витискувалися на мало придатні для землеробства місцевості, де їм залишалося лише орієнтуватися на розведення худоби. Але, пристосувавшись до таких умов, скотарські спільноти змогли протягом найближчих тисячоліть опанувати величезні сухі простори Пн. Африки, Аравії та Середнього Сходу. Не пізніше межі 7–6 тис. до н. е. дрібна рогата худоба через Кавказ, а велика — через Балкани потрапляє в області Пн. Причорномор'я, Приазов'я та Передкавказзя. Поєднання дрібної і великої рогатої худоби з доместикованим не пізніше межі 5–4 тис. до н. е. місц. індоєвроп. племенами конем привело до формування оптимально пристосованого до місц. екологічних умов стада. А це, враховуючи ту бойову перевагу, яку давало оволодіння конем, забезпечило широку експансію войовничих скотарів. Пасовиськами стають майже всі відкриті простори, ефективне використання яких передбачало збільшення довжини перегонів худоби, що, у свою чергу, підвищувало мобільність способу життя скотарів та зменшувало вагомість заняття землеробством. Посилення посухи вело до звуження кормової бази, що також стимулювало підвищення рухомості. Унаслідок цих процесів упродовж 2-ї пол. 2 тис. до н. е. скотарські племена зони Євразійських степів, Аравії та Пн. Африки переходять до номадизму. Але, з огляду на екстенсивність кочового скотарства та численні ін. обставини, номади власними силами були здатні вийти лише на рівень формування ранньодерж. структур, та й то за умови підкорення сусідніх хліборобських племен і встановлення безпосередніх зв'язків зі вже існуючими цивілізаціями. Власний потенціал кочівницької лінії розвитку швидко вичерпується і від серед. I тис. до н. е. істотного поступу в господарсько-соціокульт. системі номадів не спостерігається.

## Дві лінії еволюції
На рівень цивілізації власними силами здатні вийти лише землеробські або, тим більше, землеробсько-скотарські суспільства, зорієнтовані на злакові культури. Лише хліборобство (у найширшому розумінні, коли під ним розуміти культивування злакових культур як таких, включно із просом, рисом, маїсом та ін.) забезпечує господарську базу для виникнення цивілізації. Із 7–6 тис. до н. е. спостерігається розходження двох ліній еволюції хліборобсько-скотарських суспільств, одна з яких орієнтується на іригаційне землеробство, тоді як друга в екологічних зонах із достатніми атмосферними опадами не передбачає штучного зрошення. Перші цивілізації виникають в умовах широко-масштабного іригаційного землеробства в долинах великих рік — Нілу, Тигру і Євфрату, Каруну і Кархе та Інду з його численними притоками. В ін. випадках (Мінойський Крит, ольмеки і майя на Юкатані, найдавніший Китай) ранні цивілізації можуть утворюватися й на основі інших форм землеробства, але й тут ми неодмінно бачимо вирішальну роль організаційну діяльності владних структур у забезпеченні ефективного функціонування систем виробництва та перерозподілу матеріальних благ. Останнє стосується навіть полінезійських соціальних організмів, що вийшли на рівень ранньополітичних структур (як то було на Гавайях чи Тонга). Проте високорозвинуті енеолітичні культури Балкано-Дунайсько-Карпатського ареалу (Кораново, Боян, Гумельниця, Кукутені-Трипілля (див. Трипільська культура) та ін.), які до 4 тис. до н. е. майже нічим не поступалися тогочасним месопотамсько-єгипетським, але були зорієнтовані на індивідуально-родинне (у межах общини) хліборобсько-тваринницке господарство, незабаром опиняються у стані стагнації і гинуть.
Базою соціокультурного піднесення передньоазійсько-східно-середземноморських суспільств на кінець енеоліту стає якісне вдосконалення всієї системи виробництва та перерозподілу завдяки планомірному й послідовному розширенню іригаційних систем у сухому поясі та розвитку комплексного багатогалузевого господарства в узбережній зоні Східного Середземномор'я, особливо Егеїди. Ці перетворення були можливі лише завдяки формуванню надобщинних і надродових — племінних (типу чифдомів-вождівств) — органів влади й управління, міцної професійної адміністрації, яка поступово набувала вигляду ранньодержавного апарату. Її діяльність — навіть без скільки-небудь істотного вдосконалення с.-г. знарядь праці — сприяє якісному підвищенню загальної продуктивності харчового виробництва. Завдяки феномену влади–власності та посиленню ролі редистрибутивної системи ця верхівка концентрує у своїх руках сусп. додатковий продукт, чим забезпечує як власне престижне споживання, так і утримання навколо себе штату військових, ремісників, прислуги та ін. Відтак відбувається становлення ранньокласових суспільств та перших цивілізацій.
На відміну від цього за доби енеоліту та бронзової доби населення Балкано-Дунайсько-Карпатського регіону із Середньою Наддніпрянщиною, не кажучи вже про ін. несередземноморські області Європи, не могло досягти необхідного для виникнення ранньо-цивілізаційної системи рівня с.-г. виробництва. Організація колективного землеробства була тут непотрібною. Не виникало потреби й у чіткій міжобщинній спеціалізації та наступному перерозподілі продуктів праці, оскільки ландшафтні умови (на відміну, скажімо, від Егеїди) на значних територіях мало чим відрізнялися, а ефективних транспортних засобів для забезпечення зв'язків із центрами формування цивілізацій ще не було. За умов кризи місцевої системи землеробства і експансії індоєвропейських скотарських племен у 4–3 тис. до н. е. провідним на більшій частині Європи, як і в багатьох регіонах Азії та Африки, стає скотарство. Масштабні продуктивні зрушення в землеробстві тут розпочалися лише з часу оволодіння залізом.
Таким чином, за умов П., зокрема на її пізній, передцивілізаційній стадії спостерігаємо виразну поліваріантність історичного розвитку з формуванням двох осн. шляхів розвитку землеробсько-скотарських сусп-в: східного, пов'язаного з посиленням ролі племінних інститутів у системах виробництва й перерозподілу, і західного, де відповідні тенденції не набувають значного поширення і господарство ґрунтується на системі більш-менш автономних, об'єднаних в общини родин. Перший, східний, шлях характеризується забезпеченням зростання ефективності економіки за рахунок удосконалення її організації, редистрибутивно-госп. формою концентрації додаткового (а значною мірою й необхідного) продукту та його трансформацією у престижні цінності (володіння якими символічно-магічним чином засвідчує високий соціальний статус) організованим при ставках вождів-князів ремеслом та через централізовано налагоджену зовнішню торгівлю. Колективізм виробництва й редистрибутивна система блокують приватизаційні тенденції і зумовлюють тотальне панування влади-власності над парцелою, що відображається в усіх аспектах суспільно-політичного та культурно-культового життя. Цей шлях, — завдяки високій мірі акумуляції енергетичних витрат, їх інформаційно-культурного забезпечення, накопичення вражаючих техніко-технологічних, адміністративно-політ., символічно-проективних тощо здобутків, — веде до створення цивілізацій давньосхідного типу Близького, Середнього і Далекого Сходу та доколумбової Америки. Другий, західний, шлях до початку залізної доби був не здатний забезпечити вихід суспільств, що його репрезентують, на цивілізаційний рівень і розкриває свої продуктивні можливості пізніше — із 1 тис. до н. е., коли в переважно помірній зоні Євразії, на периферії давніших, виникають ранньо-державні структури осілих землеробів та (за умов підкорення частини останніх) кочових скотарів, відбувається міська революція і формуються перші міста.